# Eocladoxylon
Eocladoxylon Koidzumi (1943) es un género de Pteridophyta de taxonomía incierta conocido por los restos fósiles de la única especie conocida, Eocladoxylon minutum, presentes en rocas sedimentarias del periodo Givetiense (Devónico Medio) de la Formación Xichong, en la provincia de Yunnan, China. Este vegetal presenta una anatomía similar a la de otros pteridófitos contemporáneos, especialmente con los pertenecientes a los órdenes Rhacophytales e Iridopteridales. Presenta un sistema de ramificaciones de hasta tercer orden, unos apéndices estériles planares de inserción alterna y axilar, dicotomizados hasta cuatro veces y con sus extremos curvados y unos apéndices sexuales similares pero con un par de esporangios ovales en posición distal. La estela que ha podido observarse en los ejemplares mejor conservados es una protostela de tipo clepsidroide con una región central de xilema primario y unos extremos de protoxilema similar al que presenta Rhacophyton.

## Descripción
Los restos fósiles mejor conservados de Eocladoxylon muestran la presencia de un eje vertical o ramificación primaria erecta de entre 4 y 6 mm de diámetro con una longitud máxima conocida de 26 cm. Este tronco se inclina levemente en los nudos tomando aspecto de zig-zag. La superficie de los ejes primarios es siempre lisa, sin espinas ni emergencias, y se ha constatado la presencia de al menos dos crestas longitudinales.
Insertadas de forma alterna, aunque en algunos ejemplares parece existir un patrón helicoidal, aparecen unas ramificaciones secundarias de entre 1,5 y 2,5 mm de diámetro y una longitud de 74 mm en los restos más completos. En los ejes secundarios, también en posición alterna en un mismo plano, emergen cada aproximadamente 8 mm las ramificaciones terciarias. Estas ramificaciones poseen entre 0,5 y 1 mm de diámetro y una longitud máxima conocida de 21 mm. 
Insertadas en ángulo agudo tanto en las ramificaciones secundarias como en las terciarias, nunca en el eje primario, aparecen una serie de apéndices estériles en posición alterna u opuesta de presunta función fotosintética. Estos apéndices forman una estructura planar, con un eje principal que dicotomiza entre 2 y 4 veces, que termina en un par de ejes agudos y curvados. En el punto de nacimiento de las ramificaciones secundarias y terciarias, en posición axilar, se desarrolla siempre un par de apéndices estériles opuestos similares a los que se presentan en los ejes. Los apéndices de las ramificaciones secundarias alcanzan hasta 16 mm de longitud y se encuentran dicotomizados un máximo de cuatro veces mientras que en las ramificaciones terciarias alcanzan hasta 12 mm y dicotomizan como mucho tres veces.
En algunas ramificaciones, tanto secundarias como terciarias se han observado unos apéndices fértiles que aparecen como estructuras planares que dicotomizan entre 2 y 3 veces, similares morfológicamente a los apéndices estériles. En su extremo los apéndices fértiles portan pares de esporangios elipsoidales erectos de entre 1,3 y 3 mm de longitud y entre 0,3 y 0,6 mm de diámetro de dehiscencia desconocida.
Los pocos fósiles en los que se ha conservado la anatomía interna del tallo presentan una protostela clepsidroide con una columna de xilema primario de sección trasversal con forma de reloj de arena a elíptica y de entre 1,7 a 2 mm de diámetro. Este xilema primario está formado en su zona central por traqueidas escaleriformes grandes de entre 30 y 40 μm de diámetro y células más pequeñas, de unos 10 μm, en los dos polos de la columna que se interpretan como 2 columnas de protoxilema y que se corresponde con las crestas longitudinales del tallo. No se ha observado la presencia de xilema secundario en ningún fósil.

## Taxonomía
Los primeros fósiles conocidos de este vegetal fueron estudiados por Thore Gustaf Halle en 1936 sobre la base de los restos hallados en la Formación Xichong de la provincia de Yunnan, China, lugar en el que también han aparecido sus contemporáneos Tsaia denticulata, Lepidodendropsis theodori, Lepidodendropsis kazachstanica, Lepidostrobus sp., Sawdonia y Estheria. Sobre la base de la anatomía observada en esos restos, muy fraccionarios, fueron originalmente identificados como pertenecientes al género Protopteridium Krejci (1881) con el nombre de Protopteridium minutum. En 1943 Gen-ichi Koidzumi pudo acceder a nuevos restos de la misma localidad que mostraban características que le permitieron transferirlo a un nuevo género, Protopteridium.
Eocladoxylon presenta multitud de similitudes con Rhacophyton, especialmente el patrón de ramificación final pinnado, la inserción alterna de ramificaciones laterales, la presencia de apéndices en la base de las ramas y la columna de xilema clepsidroide. Estas características establecen claras relaciones filogenéticas entre estos dos vegetales y algunos autores incluyen a Eocladoxylon en el orden Rhacophytales junto a Denglongia, Ellesmeris y Rhacophyton. Observando su anatomía también es posible encontrar cierta relación entre Eocladoxylon y el orden Iridopteridales de la clase Cladoxylopsida, ampliamente distribuida en el yacimiento de procedencia de los fósiles. La filiación de Eocladoxylon no está a día de hoy, sin embargo, resuelta.